# Claude Monet (Renoir)
Pour les articles homonymes, voir Claude Monet.
Claude Monet est un tableau réalisé par le peintre français Auguste Renoir en 1872. De format vertical, cette huile sur toile est un portrait à mi-corps de Claude Monet devant un fond bleu. Elle figure l'artiste pendant la lecture d'un livre face auquel il s'est accoudé, une pipe fumante à la main gauche. Passée dans les collections particulières de Jean Dollfus, Pierre Decourcelle et Paul Mellon, l'œuvre est conservée depuis 1985 à la National Gallery of Art, à Washington, aux États-Unis.

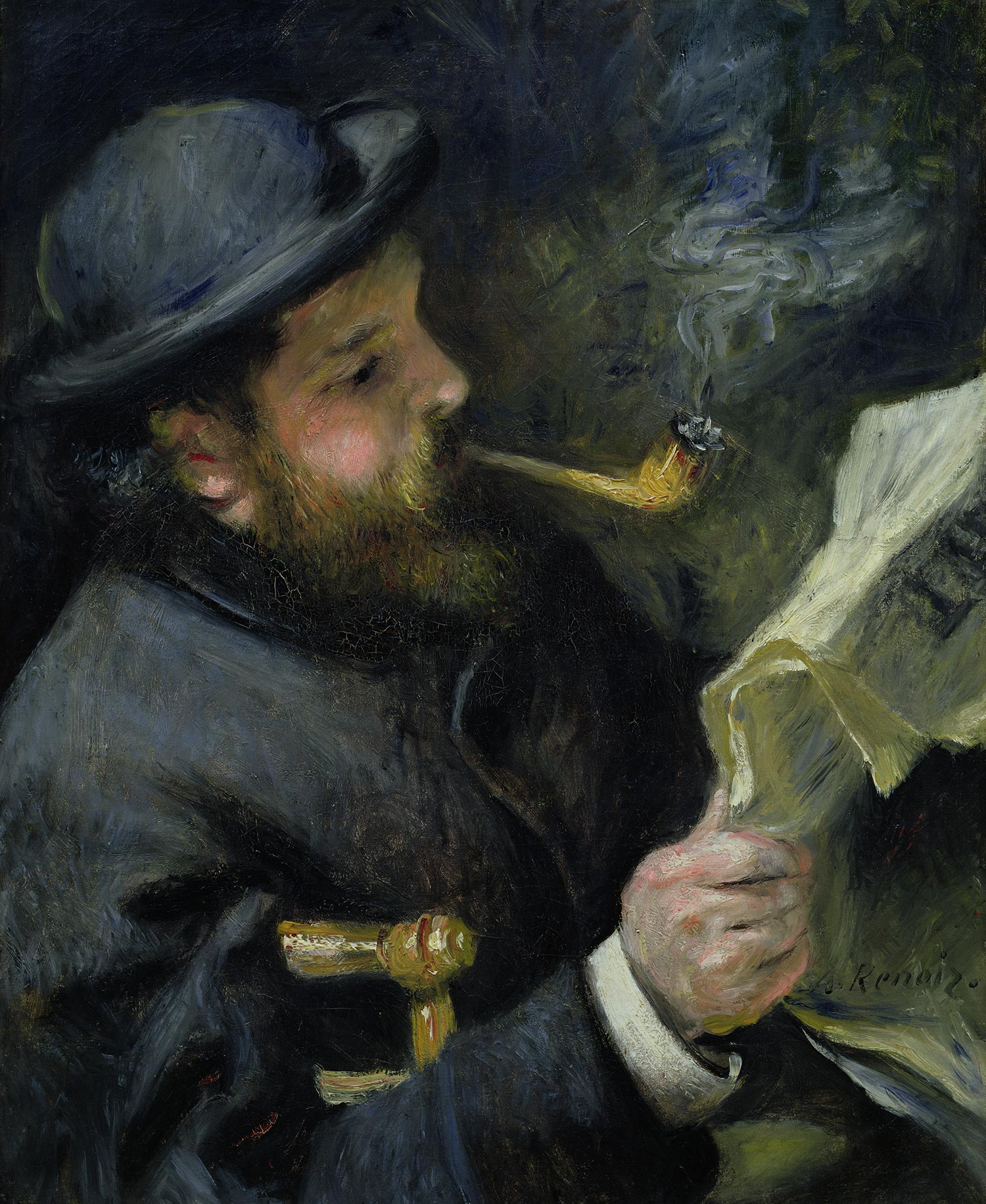
Claude Monet lisant, vers 1873 – Musée Marmottan Monet, Paris.
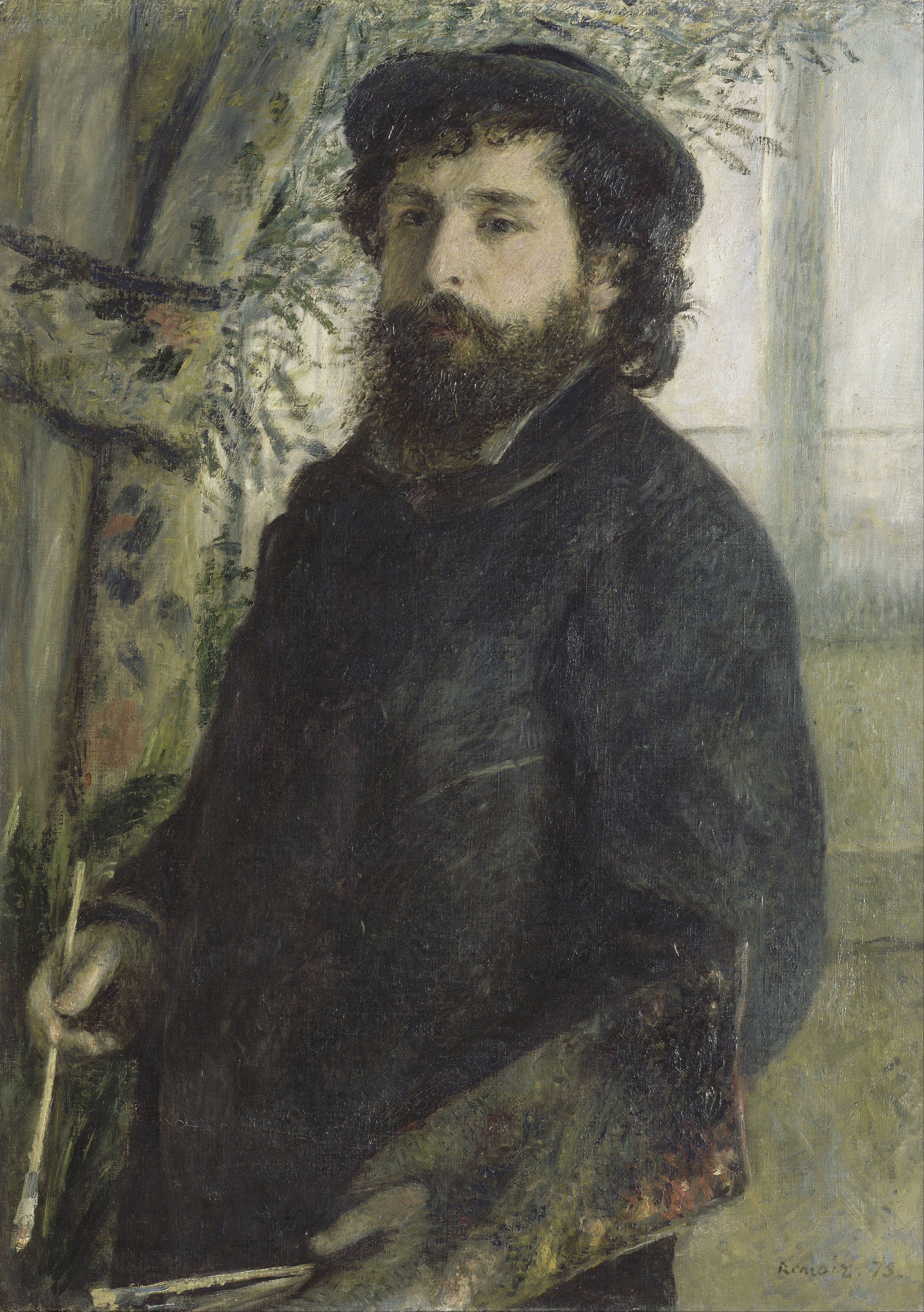
Portrait de Claude Monet, 1875 – Musée d'Orsay, Paris.